# 佐紀盾列古墳群
佐紀盾列古墳群（さきたてなみこふんぐん）は、奈良市北西部、奈良丘陵の南西斜面の佐保川西岸・佐紀の地に所在する古墳時代前期後葉から中期にかけて営まれたヤマト政権の王墓を多く含む古墳群である。佐紀古墳群とも言う。 

## 概要

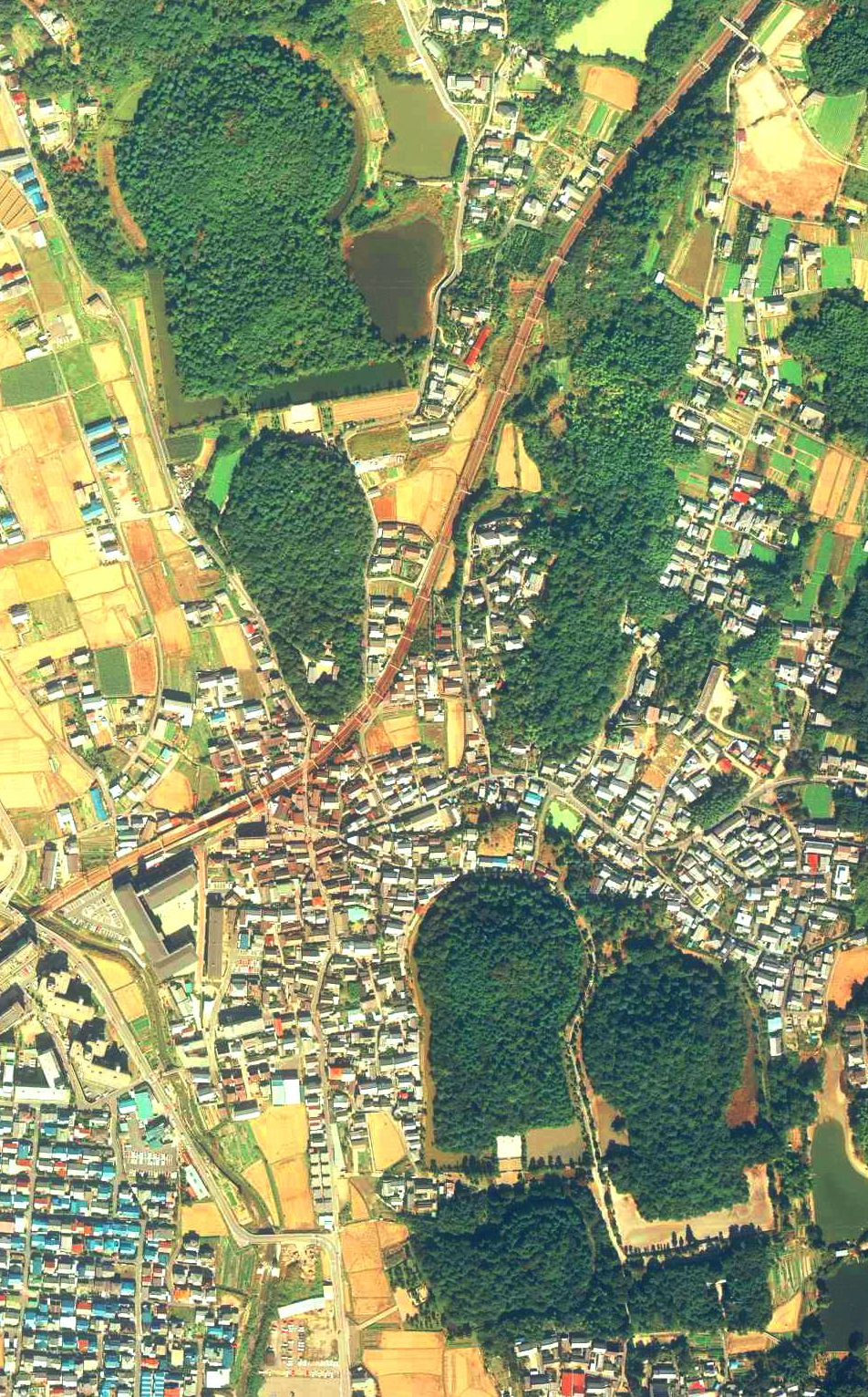
五社神古墳（左上）・佐紀石塚山古墳（下中）・佐紀陵山古墳（下右）・佐紀高塚古墳（最下）

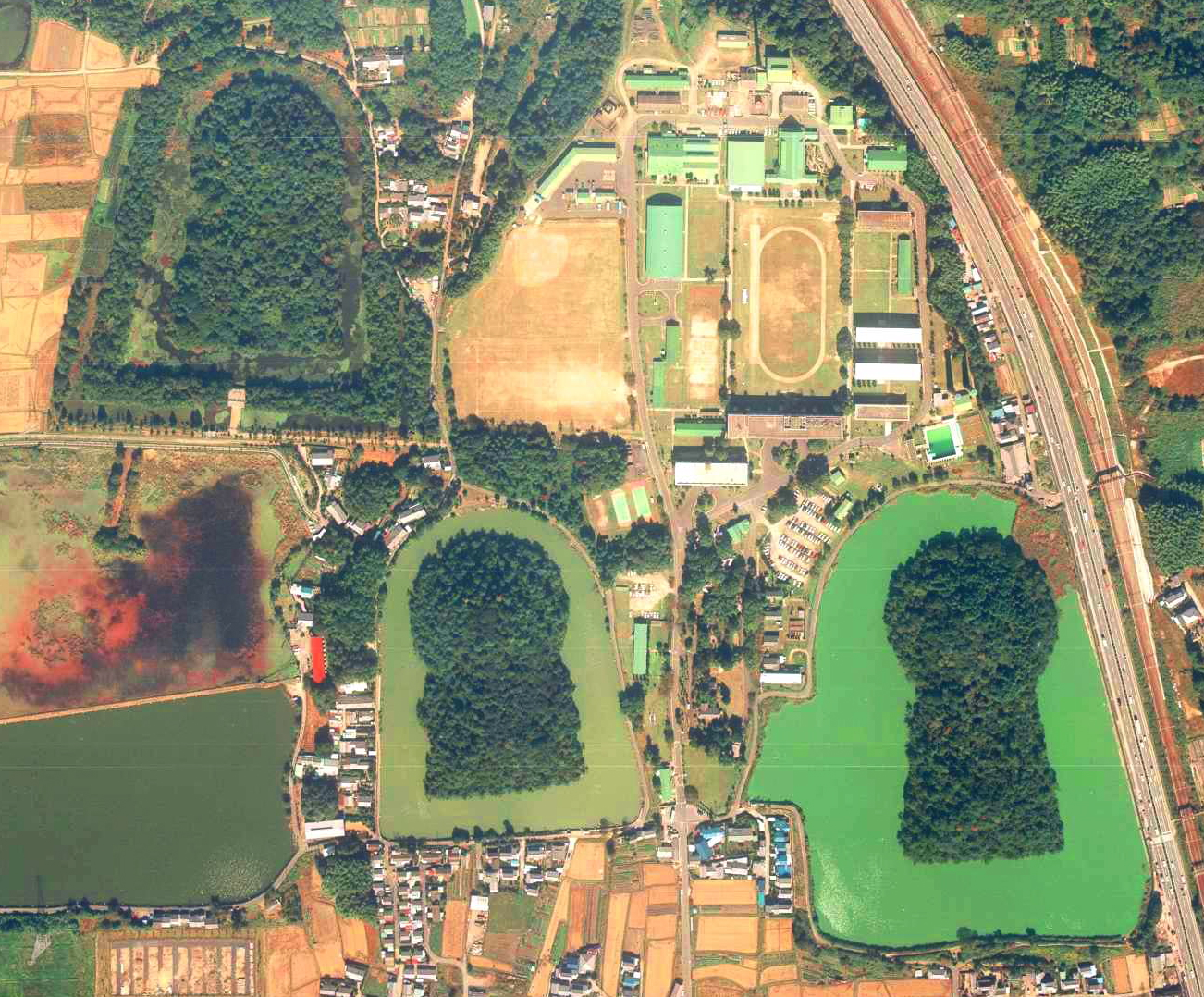
ヒシアゲ古墳（左上）・コナベ古墳（下中）・ウワナベ古墳（右下）

佐紀盾列古墳群と他の古墳群の位置関係

本古墳群は、佐紀丘陵の南斜面に前期後半から中期、つまり4世紀末から5世紀前半にかけて巨大前方後円墳が営まれた。200メートル超す巨大古墳が前期後半には3基、中期には4基みられる。これらは、初期ヤマト政権の王墓である可能性が高い。
奈良盆地の東南部のヤマト政権誕生に関わりのある纏向古墳群や天理市南部から桜井市にかけて初期ヤマト政権の大王墓を含む大和・柳本古墳群が5世紀初頭には衰退し、本古墳群が4世紀後半から5世紀前半に巨大前方後円墳を営むようになった。しかし、中期末の5世紀後半から末葉になると弱小化してしまう。
形においては、撥形前方部がほとんどなくなっている。

## 名の由来
古墳群を代表する大型陵である「五社神古墳」（ごさしこふん）と「佐紀石塚山古墳」の治定陵墓名がともに「狭城楯列陵」であった。
「盾（楯）列」は、周濠の形が盾型をしており、それらが北側に後円部、南側に前方部という位置でそれぞれが平行に、また東西一直線に並んでいる様子を言い表したもののようで、平城遷都後に定着した新しい言葉と推定される。
なお、奈良県立橿原考古学研究所では、古代由来の地名だけの「佐紀古墳群」としている。

## 主な古墳
北西端（山陵町）
- 五社神古墳（ごさしこふん、神功皇后治定陵、276メートル、前期後半）2008年に墳丘1段目に限り研究者の立入り調査が認められた。

西（山陵町・佐紀町）
- 佐紀石塚山古墳（成務天皇治定陵、220メートル、前期後半）
- 佐紀陵山古墳（垂仁天皇妃・日葉酢媛（ひはすひめ）治定陵、210メートル、前期後半、後円部の頂には平たく割った石を小口積みにし、高さ約70センチの石垣を矩形に巡らして内側に土を詰めた壇を造っている。2009年2月に行われた調査によれば、前方部や渡り堤の斜面に葺石が確認されている。その広さは、東西15.7メートル、南北16.51メートルと想定されている）
- マエ塚古墳
- 佐紀高塚古墳（伝称徳天皇陵、前方部が西向き）
- 佐紀瓢箪山古墳（全長96メートル、後円部径60メートル、前方部幅45メートル、後円部高さ10メートル、前方高さ7メートルの前方後円墳、周濠・葺石をもつ。1913年（大正2年）前方部西側から碧玉製琴柱形石製品3点出土。円筒埴輪・壺形埴輪。埋葬施設は未調査。前期末から中期はじめの中規模古墳。1971年（昭和46年）国の史跡に指定。）
- 猫塚古墳
- 市庭古墳（平城天皇治定陵、中期、250メートル、前方部削平されている）
- 神明野古墳（削平されている）

東（佐紀町・法華寺町）
- ヒシアゲ古墳（磐之媛治定陵、218メートル、中期）
- コナベ古墳（204メートル、中期）
- ウワナベ古墳（265メートル、中期）
- 佐紀池ノ尻古墳（南北約２６０メートル、東西約２００メートルの盾形の周濠を伴った大型前方後円墳と推定。中期。平城京造営の際に完全に破壊、削平されており、現在は住宅地となっている[3]。）

北（歌姫町）
- 塩塚古墳（全長109メートル、後円部径70メートル、前方部幅55メートル、後円部高さ9メートル、前方部高さ1.5～2メートルの前方後円墳、葺石・埴輪は出土していない。中期前半の中規模古墳。1975年（昭和50年）国の史跡に指定される。
- オセ山古墳（ゲンオ塚古墳／マラ塚古墳）

関連古墳
- 宝来山古墳（垂仁天皇治定陵、227メートル）

宝来山古墳がある現・尼ヶ辻町は古代の佐紀の地に含まれないが、垂仁天皇の「菅原伏見東陵」として宮内庁書陵部畝傍監区事務所佐紀部事務所が管理しており、奈良市街周辺の古墳を一括して総称する場合、便宜的に佐紀盾列古墳群に含まれる場合がある。